# Grevillea neurophylla
Grevillea neurophylla är en tvåhjärtbladig växtart. Grevillea neurophylla ingår i släktet Grevillea och familjen Proteaceae.

## Underarter
Arten delas in i följande underarter:
- G. n. fluviatilis
- G. n. neurophylla